# Pesa 730M
Pesa 730M – trójczłonowy szerokotorowy spalinowy zespół trakcyjny produkowany przez Pesę Bydgoszcz. W latach 2013–2016 wyprodukowano 14 sztuk dla Kolei Białoruskich (7 sztuk) i Litewskich (7 sztuk).

## Historia
W 2004 roku Pesa rozpoczęła dostawy szerokotorowych pojazdów spalinowych, jako pierwsze powstały jednoczłonowe 610M i 620M, które trafiły na Ukrainę, Litwę i Białoruś. W 2011 roku natomiast rozpoczęto dostawy dwuczłonowych jednostek 630M na Ukrainę oraz do Litwy i Kazachstanu.
W 2013 roku Pesa podpisała umowę z Kolejami Białoruskimi (które wcześniej zakupiły 6 jednoczłonowych 620M) na dostawę 3 sztuk 730M. W listopadzie 2013 pierwszy pojazd był gotowy, a w lutym 2014 dotarł na Białoruś. 9 lutego 2016 poinformowano, że w ramach osobnej umowy na Białoruś w 2016 roku zostaną dostarczone 4 pojazdy, a w razie skorzystania z opcji w 2017 roku mogą zostać wyprodukowane kolejne 4 składy.
W lutym 2016 poinformowano również, że Koleje Litewskie (które wcześniej zakupiły 12 jednoczłonowych 620M i 3 dwuczłonowe 630M) zamówiły 7 pojazdów 730ML.

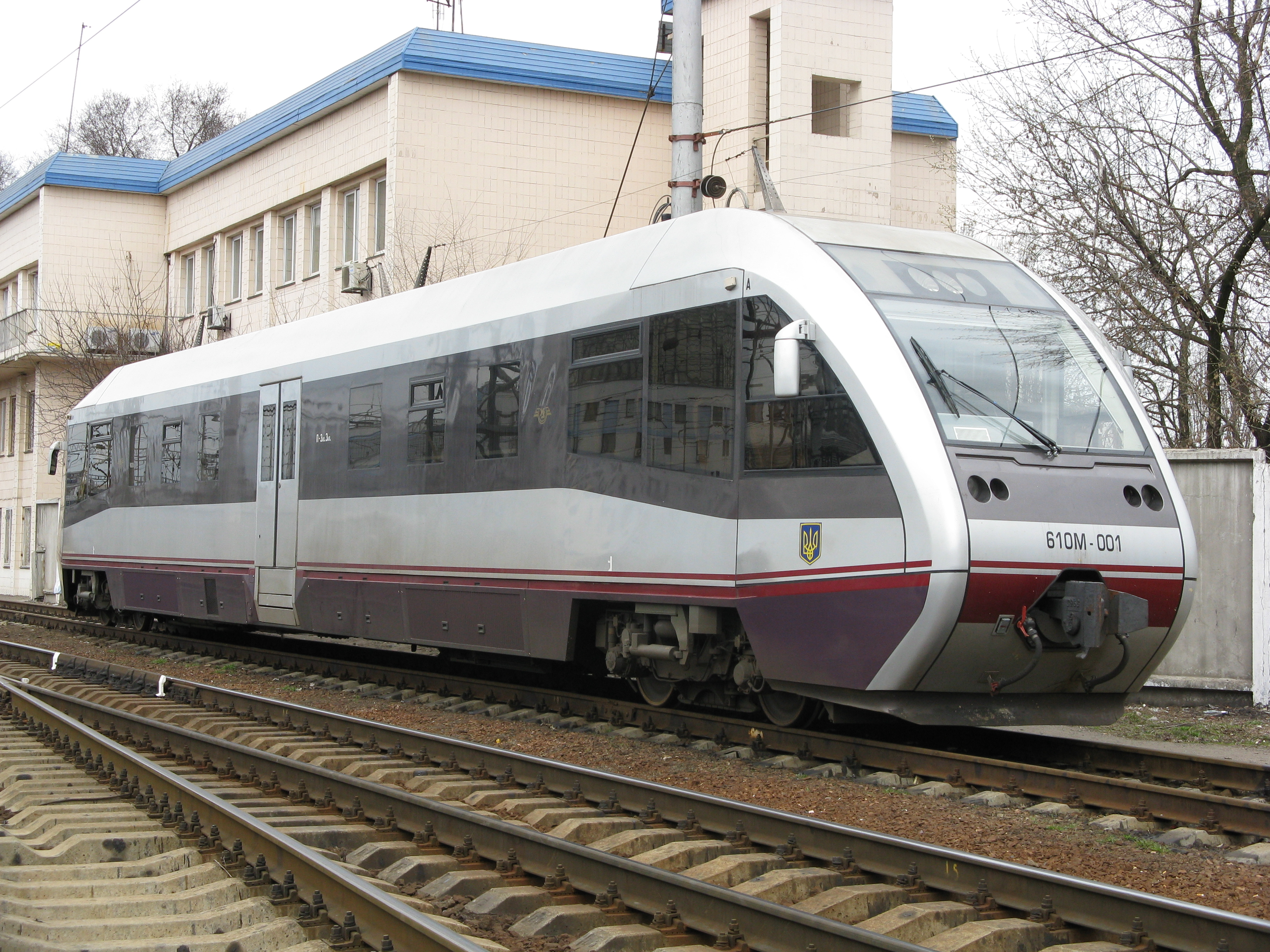
610M
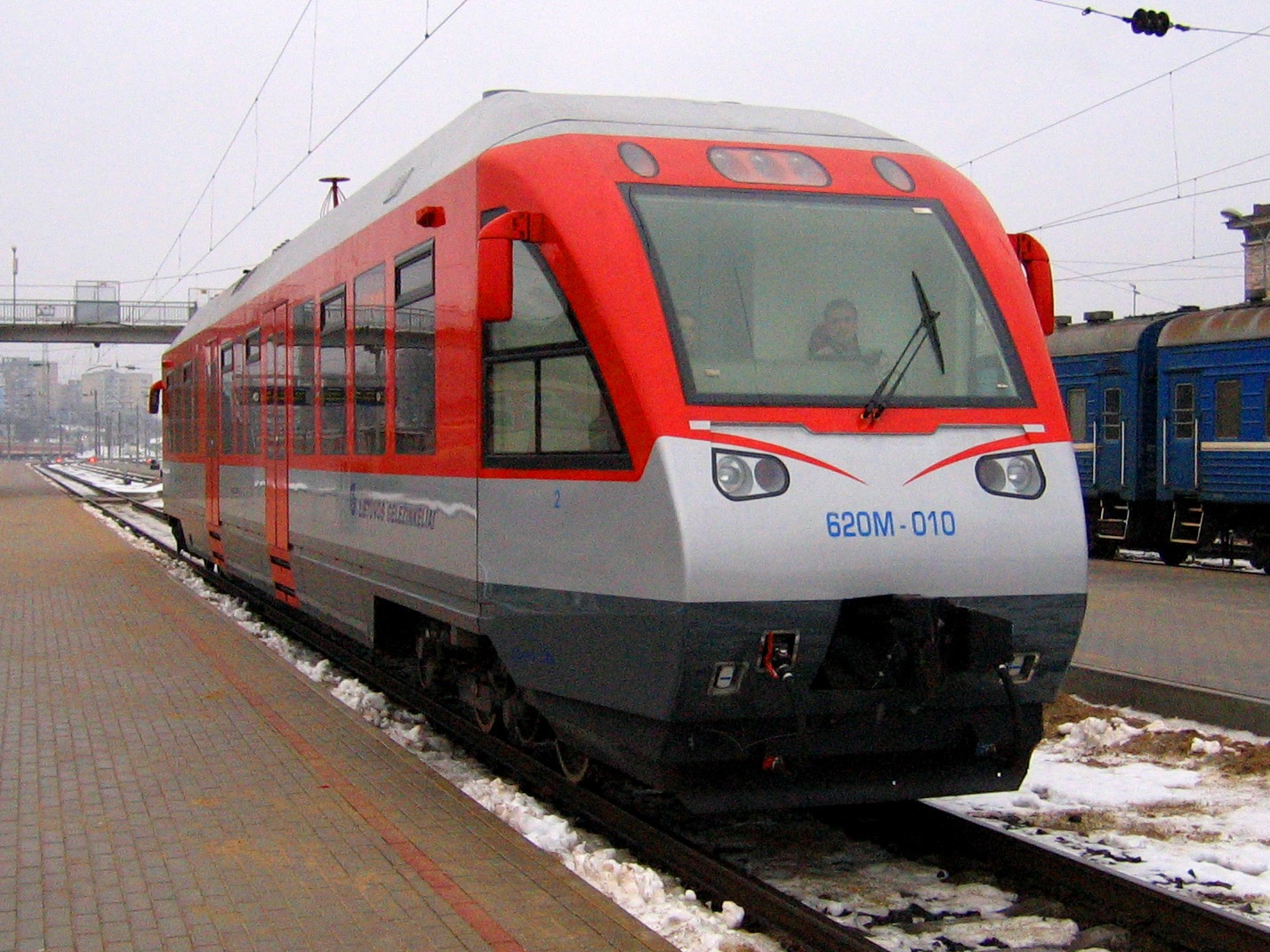
620M
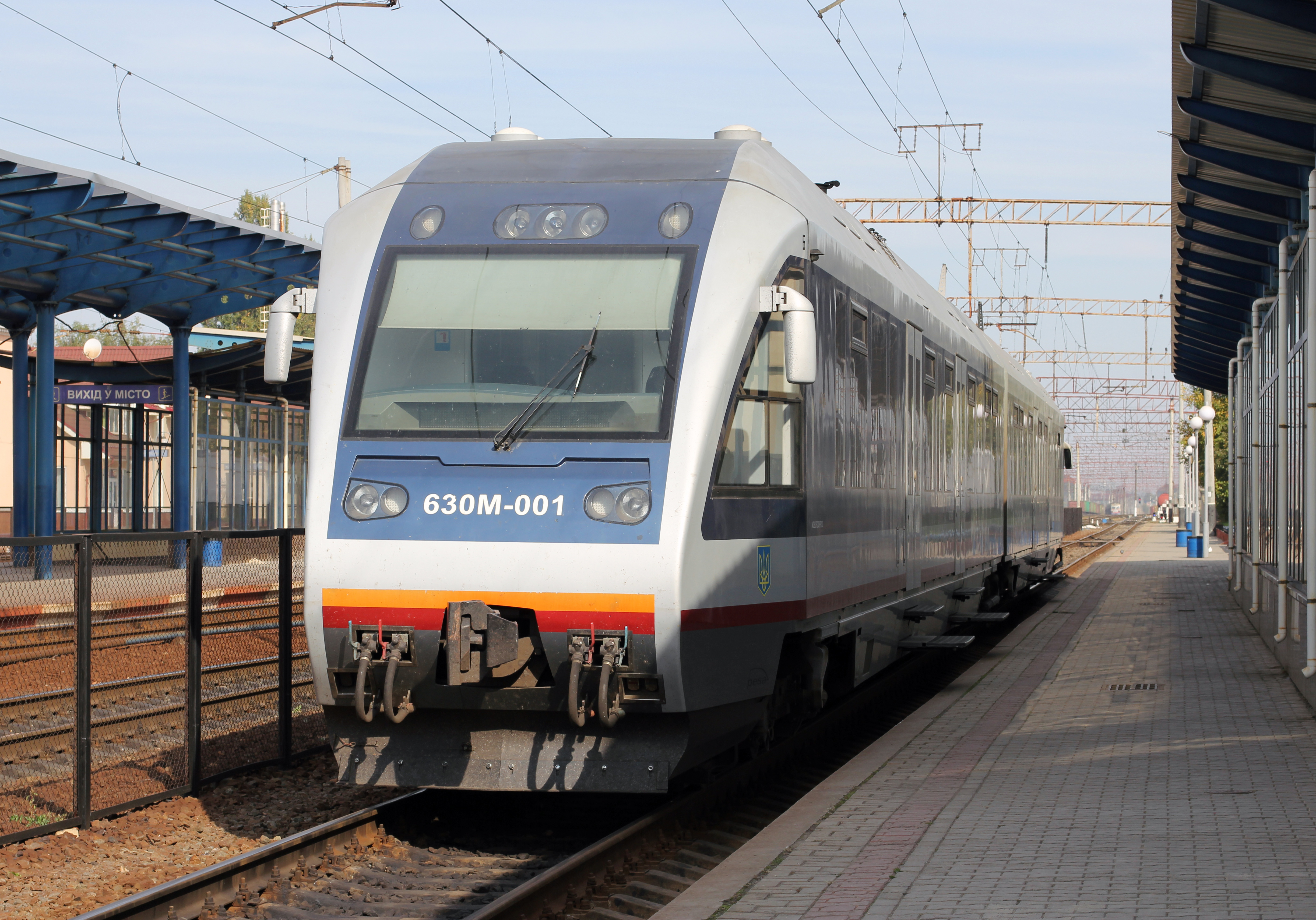
630M
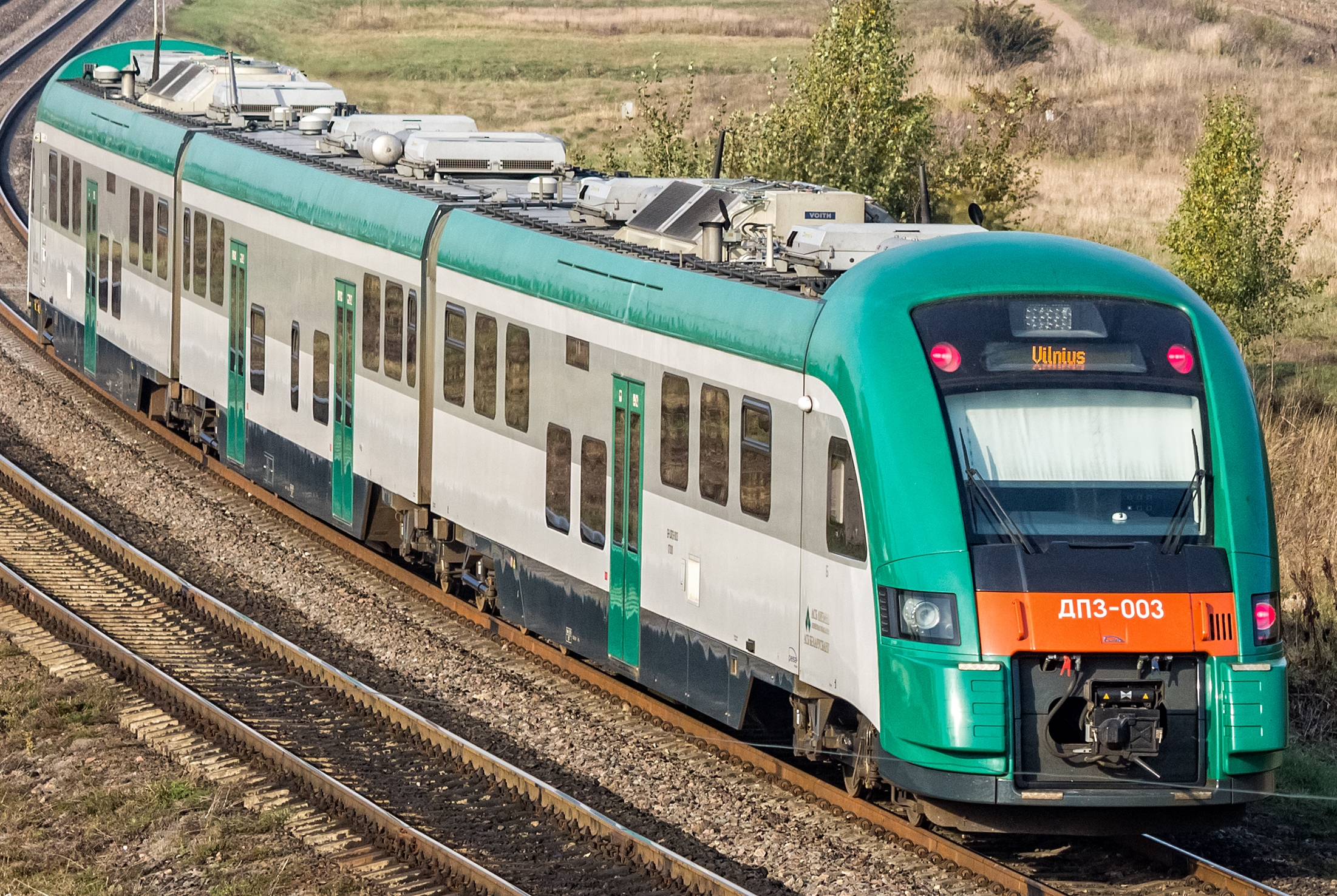
730M

## Konstrukcja

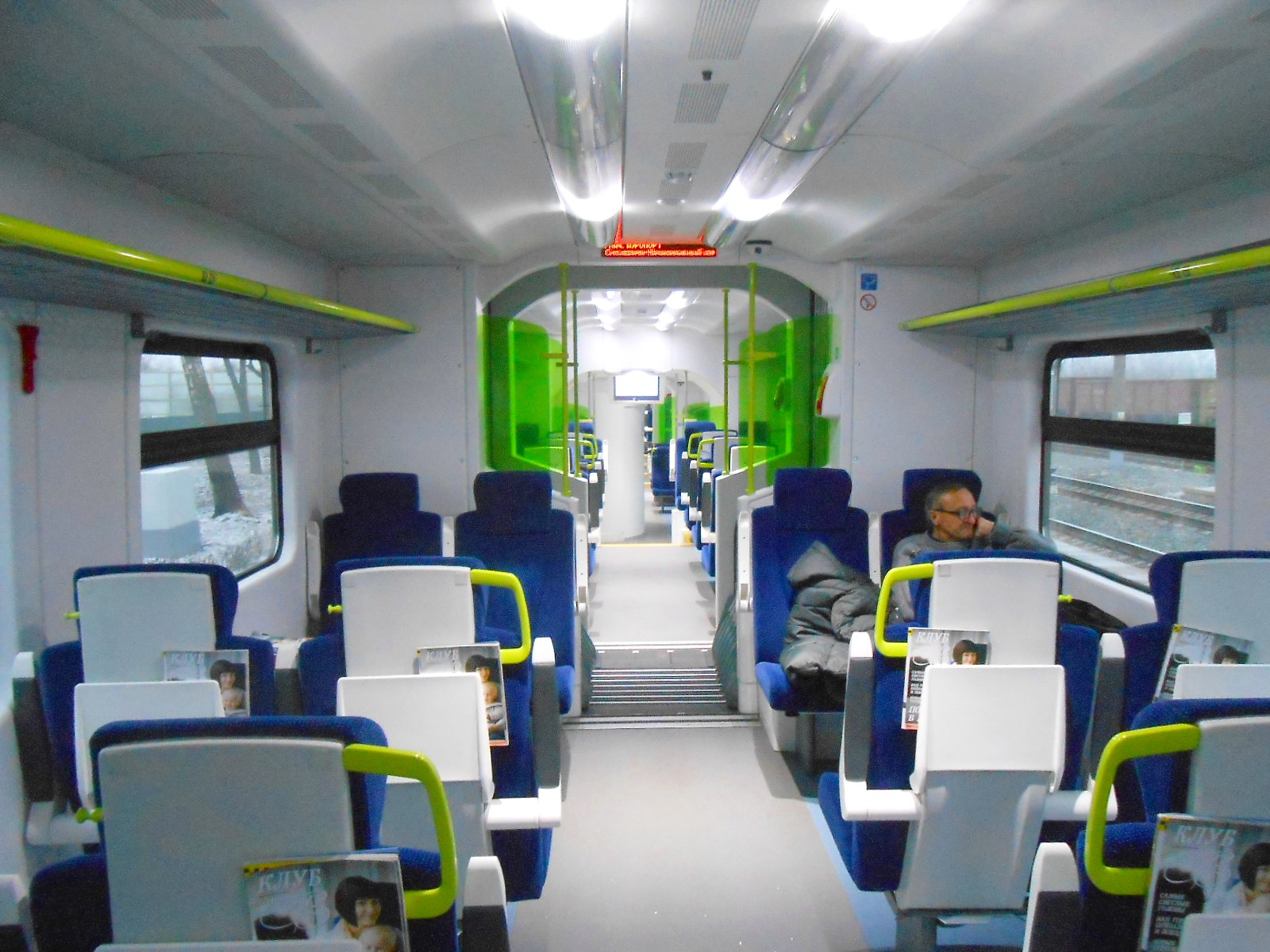
Wnętrze ДП3-001

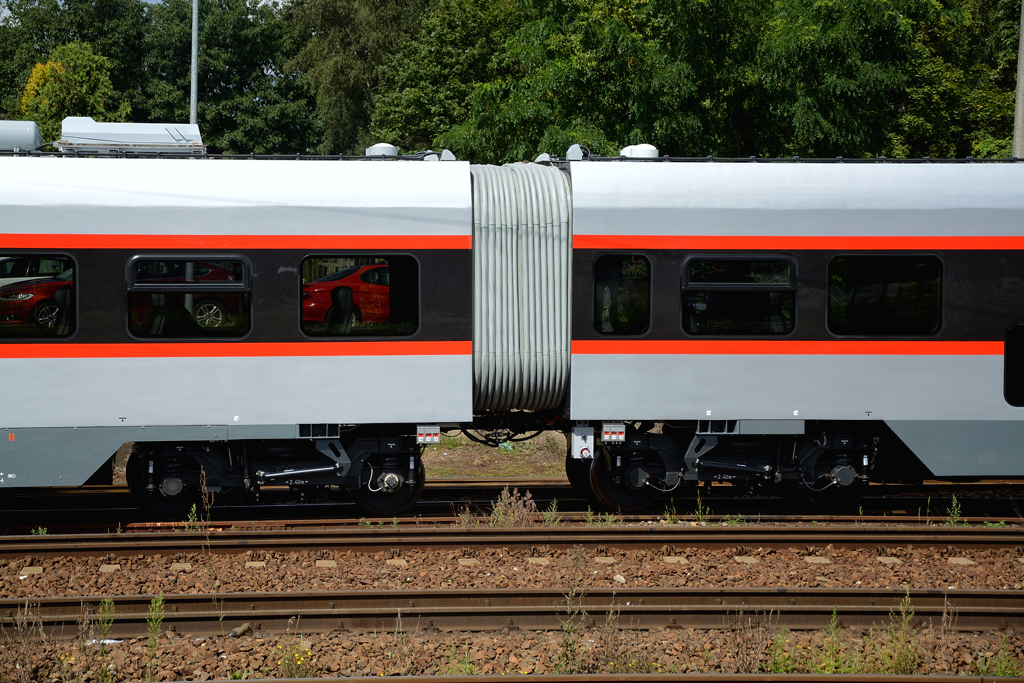
Przegub

### 730M
Spalinowe zespoły trakcyjne typu 730M, w przeciwieństwie do innych pojazdów tego rodzaju powstających w Bydgoszczy, nie mają wózków Jakobsa – każdy z trzech członów zespołu jest oparty na dwóch dwuosiowych wózkach. Przewidziano możliwość pracy złączonych jednostek w trakcji wielokrotnej.
Wnętrze pojazdu jest jednoprzestrzenne, bezprzedziałowe, monitorowane i klimatyzowane. Pojazdy są dostosowane do potrzeb osób niepełnosprawnych – zainstalowano windy dla wózków inwalidzkich, a jedna z dwóch toalet jest przystosowana dla osób z ograniczoną możliwością poruszania się. Drzwi wejściowe znajdują się na wysokości 600 mm nad poziomem główki szyny i są wyposażone w wysuwane stopnie ułatwiające wsiadanie z niższych peronów. Siedzenia mają indywidualną regulację położenia oparć i podłokietników.
Pojazd spełnia wszystkie wymogi norm GOST i normę bezpieczeństwa НБ ЖТ ЦТ 01-98. Zasięg pojazdu na jednym tankowaniu wynosi 1000 km.

### 730ML
Wersja 730ML ma w sumie 150 miejsc siedzących, z czego 16 w 1. klasie. Pojazdy są wyposażone w Wi-Fi. Poza tym jednostki są podobne do wersji 730M.

## Eksploatacja

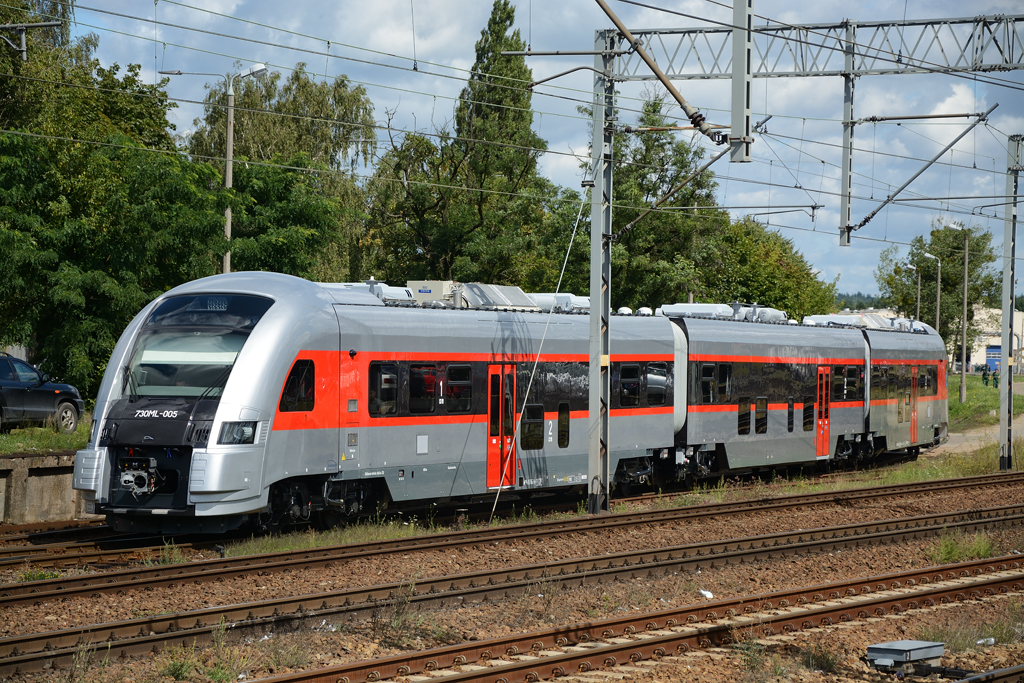
Litewski 730ML-005

| Państwo  | Przewoźnik             | Liczba | Oznaczenie | Lata dostaw | Źródła                            |
| -------- | ---------------------- | ------ | ---------- | ----------- | --------------------------------- |
| Białoruś | Biełaruskaja czyhunka  | 7      | ДП3        | 2014, 2016  | [ 10 ] [ 1 ] [ 16 ] [ 12 ] [ 17 ] |
| Litwa    | Lietuvos Geležinkeliai | 7      | 730ML      | 2016        | [ 13 ] [ 18 ] [ 19 ]              |

### Białoruś
W lutym 2014 pierwszy 730M dotarł na Białoruś. Drugi egzemplarz dostarczono w marcu, a trzeci został przekazany w kwietniu. Składy te zostały zakupione z myślą o obsłudze pociągów przyśpieszonych na trasie Homel – Mohylew oraz Mińsk – Wilno. Obsługę ostatniej z wymienionych rozpoczęły 1 maja 2014, zastępując starszy białoruski tabor. W święta i weekendy 730M pracują w trakcji podwójnej, natomiast w pozostałe dni w pojedynczej. Strona litewska do obsługi tej relacji używa od 26 maja 2013 polskich 630M. 7 listopada 730M rozpoczęły obsługę linii Mińsk Osobowy – Mińsk Lotnisko.

### Litwa
Koleje Litewskie zamówiły 7 pojazdów 730ML do obsługi połączeń relacji Wilno – Kłajpeda. 15 lutego 2016 został dostarczony pierwszy z 7 zamówionych przez Koleje Litewskie pojazd oznaczony jako 730ML-001. Tego samego dnia odbyła się jego prezentacja na trasie Wilno – Kłajpeda. 9 czerwca 2016 o godz. 9:30 w Wilnie zaprezentowano skład 730ML-002, a pół godziny później wyruszył on z pasażerami w pierwszy kurs do Kłajpedy.  W połowie czerwca dostarczone i odebrane były 3 pojazdy. Wszystkie 7 jednostek zostało dostarczonych w 2016 roku. 27 grudnia 2023 jednostki rozpoczęły obsługę połączenia międzynarodowego Wilno – Ryga.